# Come Thou Almighty King
Come Thou Almighty King ist ein Kirchenlied unbekannter Urheberschaft, das oft Charles Wesley zugeschrieben wird.

## Geschichte und Autorschaft
Die früheste bekannte Veröffentlichung dieses Liedes ist ein Flugblatt, das in die 6. Ausgabe von George Whitefields Sammlung von Hymnen für den sozialen Gottesdienst von 1757 eingebunden war. In diesem Faltblatt hatte das Lied fünf Strophen zu je sieben Zeilen und trug den Titel „An Hymn to the Trinity“. Das Faltblatt enthielt auch das Lied Jesus, Let Thy Pitying Eye von Charles Wesley, deshalb schrieb der Hymnologe Daniel Sedgwick Come Thou Almighty King ebenfalls Wesley zu. Es gibt jedoch keine Aufzeichnungen über dieses Lied in irgendeiner von Wesleys Liedersammlungen, und es ist auch kein Lied bekannt, das von Wesley stammt und dasselbe Metron wie dieses Lied verwendet (6,6,4,6,6,6,4).
Eine zeitgenössische Version von Rev. Timothy Wright and the N.Y. Fellowship Mass Choir wurde 1995 für den Grammy Award for Best Traditional Gospel Album nominiert.

## Melodie

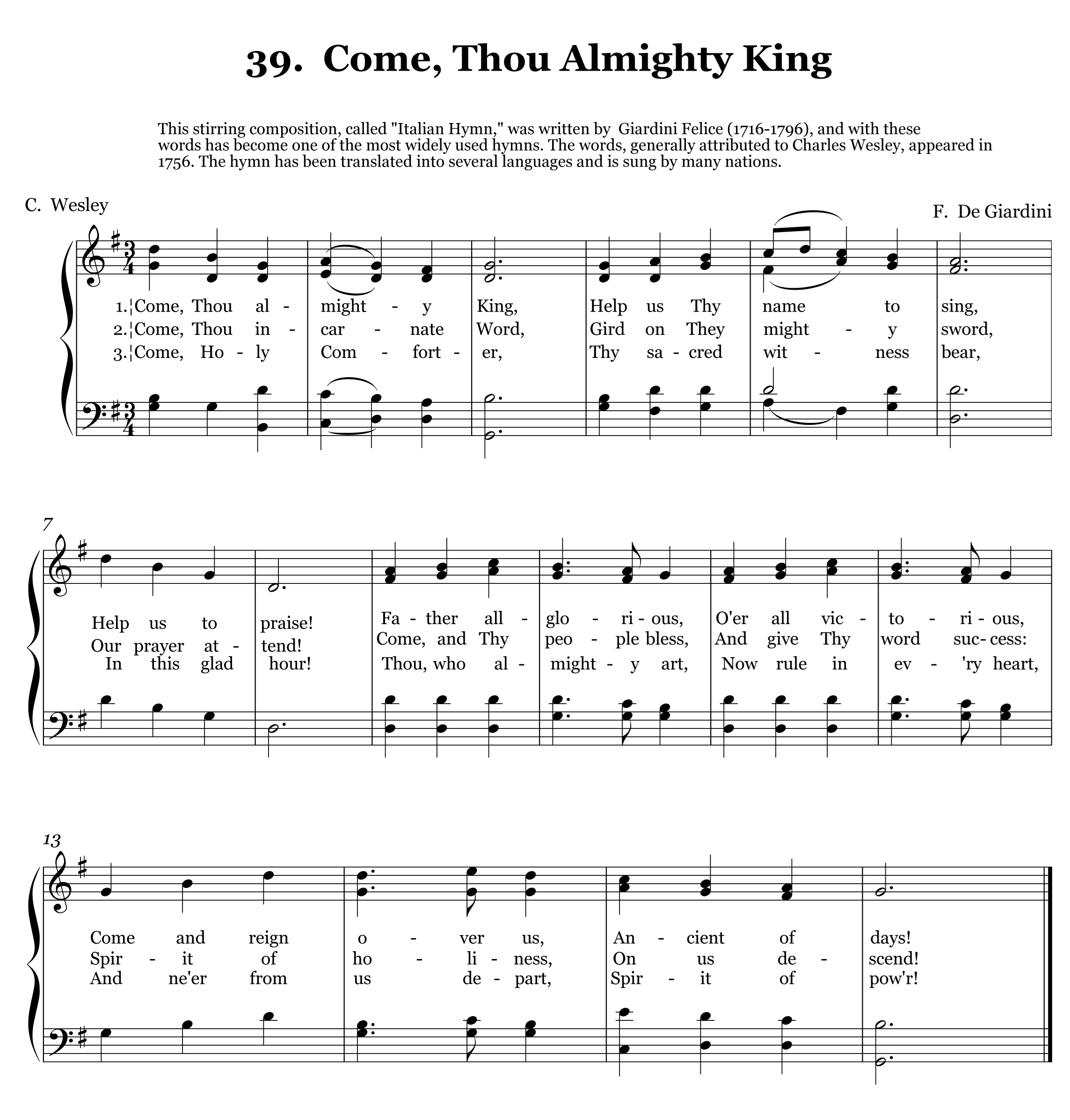
Melodie und Satz von Felice Giardini
rahmenlos|zentriert

Der Text ist metrisch an die damals junge britische Königshymne angepasst und wurde anfangs nach ihrer Melodie gesungen.
1769 veröffentlichte Martin Madans in seiner Collection of Psalm and Hymn Tunes die heute gesungene Melodie, die Felice Giardini auf Wunsch der Gräfin Selina Hastings für den Text geschrieben hatte und die sich rasch durchsetzte (Italian Hymn, auch Moscow oder Trinity genannt).

## Text (1783)
Come, thou Almighty King,

Help us thy name to sing,

Help us to praise!

Father all glorious,

O’er all victorious!

Come and reign over us,

Antient of days!

Jesus our Lord, arise,

Scatter our enemies,

And make them fall!

Let thine Almighty aid

Our sure defence be made,

Our souls on thee be stay’d;

Lord hear our call!

Come, thou incarnate word,

Gird on thy mighty sword —

Our pray’r attend!

Come! and thy people bless,

And give thy word success,

Spirit of holiness

On us descend!

Come, holy Comforter,

Thy sacred witness bear,

In this glad hour!

Thou who Almighty art,

Now rule in ev’ry heart,

And ne’er from us depart.

Spirit of pow’r.

To the great one in three

Eternal praises be

Hence — evermore!

His sov’reign Majesty

May we in glory see,

And to eternity

Love and adore!